# Дженвері Зіанбо
Дженвері Зіанбо (англ. January Zyambo; нар. 10 вересня 1980, Замбія) — замбійський футболіст, нападник. Більшу частину кар'єри провів в албанських клубах.

## Клубна кар'єра
Футбольну кар'єру розпочав 1999 року на батьківщині в клубі «Кабве Ворріорз». У 2002 році виїхав за кордон, підписавшик контракт з «Бюлісом». Потім виступав за «Динамо» (Тирана) та «Влазнія» (Шкодер). У 2005 році виїхав на Кіпр, де зіграв 7 матчів у місцевому чемпіонаті за місцевий клуб «Олімпіакос» (Нікосія), але за цей період не відзначився жодним голом. Наступного року повернувся до Албанії, де виступав за місцеві клуби «Теута», «Кастріоті», «Грамши», «Камза», «Беса» (Кавая) та «Грамши».

## Кар'єра в збірній
У футболці національної збірної Замбії дебютував 2000 року. За два роки у збірній зіграв 5 матчів.

## Титули і досягнення
- Володар Кубка Албанії (1):

Динамо (Тирана): 2002-03